# Hidroxicancrinita
La hidroxicancrinita és un mineral de la classe dels silicats que pertany al grup de la cancrinita. El seu nom fa referència al fet que és l'anàleg mineral amb hidròxid de la cancrinita (també ho és de la vishnevita).

## Característiques
La hidroxicancrinita és un tectosilicat de fórmula química (Na,Ca,K)₈(Al₆Si₆O₂₄)(OH,CO₃)₂(H₂O)₂. Cristal·litza en el sistema hexagonal. Es troba en agregats massius, amb rgans de fins a 1,5cm. La seva duresa a l'escala de Mohs és 6.
Segons la classificació de Nickel-Strunz, la hidroxicancrinita pertany a «09.FB - Tectosilicats sense H₂O zeolítica amb anions addicionals» juntament amb els següents minerals: afghanita, bystrita, cancrinita, cancrisilita, davyna, franzinita, giuseppettita, liottita, microsommita, pitiglianoïta, quadridavyna, sacrofanita, tounkita, vishnevita, marinellita, farneseïta, alloriïta, fantappieïta, cianoxalita, balliranoïta, carbobystrita, depmeierita, kircherita, bicchulita, danalita, genthelvita, haüyna, helvina, kamaishilita, lazurita, noseana, sodalita, tsaregorodtsevita, tugtupita, marialita, meionita i silvialita.

## Formació i jaciments
La hidroxicancrinita ha estat trobada en filons en pegmatites ultra-agpaïtiques en un massís alcalí diferenciat. Va ser descoberta a la muntanya Karnasurt, al districte de Lovozero (óblast de Múrmansk, Rússia). També ha estat descrita al mont Al·luaiv, situat al mateix districte.